# 横浜線ドッペルゲンガー
『横浜線ドッペルゲンガー』（よこはませんドッペルゲンガー）は、玉木ヴァネッサ千尋による日本の漫画作品。『週刊ヤングジャンプ』（集英社）にて2014年11号から2015年1号まで連載された。

## 概要
JR横浜線沿線にて発生した連続殺人事件をめぐるサスペンス。

## あらすじ
新進気鋭の若手彫刻家・剣崎マコトは、横浜線沿線で起きた殺人事件の犯人として逮捕される。剣崎は無罪を訴えるも、死刑の判決を下される。しかし、刑の執行と同時に事件発生から23日前の世界にタイムスリップしてしまう。まだ起きていない事件を止めるため、真犯人を殺すため、剣崎は過去の自分と組む。

## 登場人物

### 主要人物
剣崎 マコト（けんざき マコト）
本作の主人公。新進気鋭の若手彫刻家。彫刻家として売れ始めた最中、横浜線沿線で起きた連続殺人事件の犯人として逮捕されてしまう。無罪を訴えるが、判決は死刑。無情にも刑は執行されてしまう。
しかし、死刑執行と同時に事件発生前にタイムスリップしてしまい、まだ起きてもいない事件を止めるため、真犯人への復讐のため、過去の自分と組む。
嘘をつくことができない正直な性格で、連続殺人事件の犯人として拷問まがいの取り調べを受けるも一貫して否認し続けた、芯の強さを持つ。
剣崎（未来）
11年後の剣崎マコト。32歳。過去の自分には「剣崎」と呼ばれている。「犯人を発見次第、殺害する」という強い殺意と復讐心を原動力としている。また、過去の自分には全幅の信頼を抱いている。
マコト（過去）
11年前の剣崎マコト。21歳。未来の自分には「マコト」と呼ばれている。最初、未来の自分に出会った時はあまりの現実離れした話に戸惑っていたが、後に信頼し未来の自分の悲劇を食い止めるため、また思いを寄せる夏木や美大時代の仲間を守るため、未来の自分と組んで調査行動を開始する。未来の自分と比べると明るく能天気な性格を持つ。

### 美大時代のグループ展メンバー
夏木 光（なつき ひかり）
連続事件3人目の被害者。21歳。独特な価値観を持ち、常識にとらわれない発想と行動力で独創的な彫刻を作り出す。
鬼怒川 慶治（きぬがわ けいじ）
連続事件最初の被害者。24歳。彫刻に関しては学内トップの実力を持ち、リーダーを任されていた。短気で喧嘩っ早い性格だが、親しい友人も多い。マコトとは折り合いが悪く、険悪な間柄。
氷山 レイ（こおりやま レイ）
連続事件2人目の被害者。26歳。鬼怒川と並ぶ実力だが他人を見下す傾向があり、「氷の女王」というあだ名で呼ばれていた。美大時代は小太りで化粧気のない地味な容貌だったが、卒業後は一変して派手な美女となり、キャバクラで働いている。
比与 優柔（ひよ ゆうじゅう）
連続事件4人目の被害者。23歳。実家は、病院を営んでおり、代々医者をしていた。

### その他の人物
鷺沼（さぎぬま）
教授の鞄持ちだった男。
段木（だんき）
横浜線の連続殺人事件を担当する刑事。

## 書誌情報
- 玉木ヴァネッサ千尋 『横浜線ドッペルゲンガー』 集英社〈ヤングジャンプ・コミックス〉、全4巻
  1. 2014年7月23日第1刷発行（7月18日発売[3]）、ISBN 978-4-08-879871-4
  2. 2014年10月22日第1刷発行（10月17日発売[4]）、ISBN 978-4-08-890059-9
  3. 2014年12月19日発売[5]、ISBN 978-4-08-890084-1
  4. 2015年1月19日発売[6]、ISBN 978-4-08-890162-6